# Ilta
Ilta Elina Fuchs (Jyväskylä, 30 de desembre de 1996) més coneguda com a Ilta és una cantautora finlandesa-alemanya que originalment fou coneguda després de ser solista de "Bridges" amb Cheek en l'any 2015. Ilta va acabar cantant la cançó "Bridges" després de conèixer a un altre cantant a través del seu professor de cant.
A principis de 2016, va signar un contracte discogràfic amb Warner Music Finland i va llançar versions de les cançons d'Adele "All I Ask" i "River Read". El seu primer senzill "On the Hook" va ser llançat al juliol de 2017. "On the Hook" ha creuat el límit del rècord d'or.
Ilta va competir a la primavera de l'any 2019 en la cinquena temporada del programa Tähdet, tähdet (“estrelles, estrelles” literalment en català) d'MTV3. Va acabar tercera en la competició.
L'àlbum debut d'Ilta, Näitä hetkiä varten (català: Per a aquests moments), es va llançar el setembre de 2020.
El gener de 2021, esdevingué una dels set finalistes en l'Uuden Musiikin Kilpailu del 2021 amb la cançó "Kelle mä soitan" (“A qui estic trucant” literalment en català).